# Сумской проезд
Сумско́й прое́зд (название утверждено в 1968 году) — улица в Южном административном округе города Москвы на территории района Чертаново Северное. Пролегает от Варшавского шоссе до Чертановской улицы, пересекает её, затем делает полукруг и возвращается к Чертановской улице. Нумерация домов начинается от Варшавского шоссе.
Продолжением проезда на восток является Сумская улица.

## Происхождение названия
Назван по городу Сумы, областного центра Сумской области Украины, в связи с расположением на юге Москвы среди улиц, носящих названия по географическим объектам Украины. В 1965 году названия, связанные с Крымом и югом Украины, получил «куст» улиц в Зюзине (севернее Балаклавского проспекта), и улицы в Чертанове в 1968 году получили названия по областным центрам (Сумы, Днепропетровск, Кировоград), не использованным ранее.

## Примечательные здания и сооружения
По нечётной стороне:

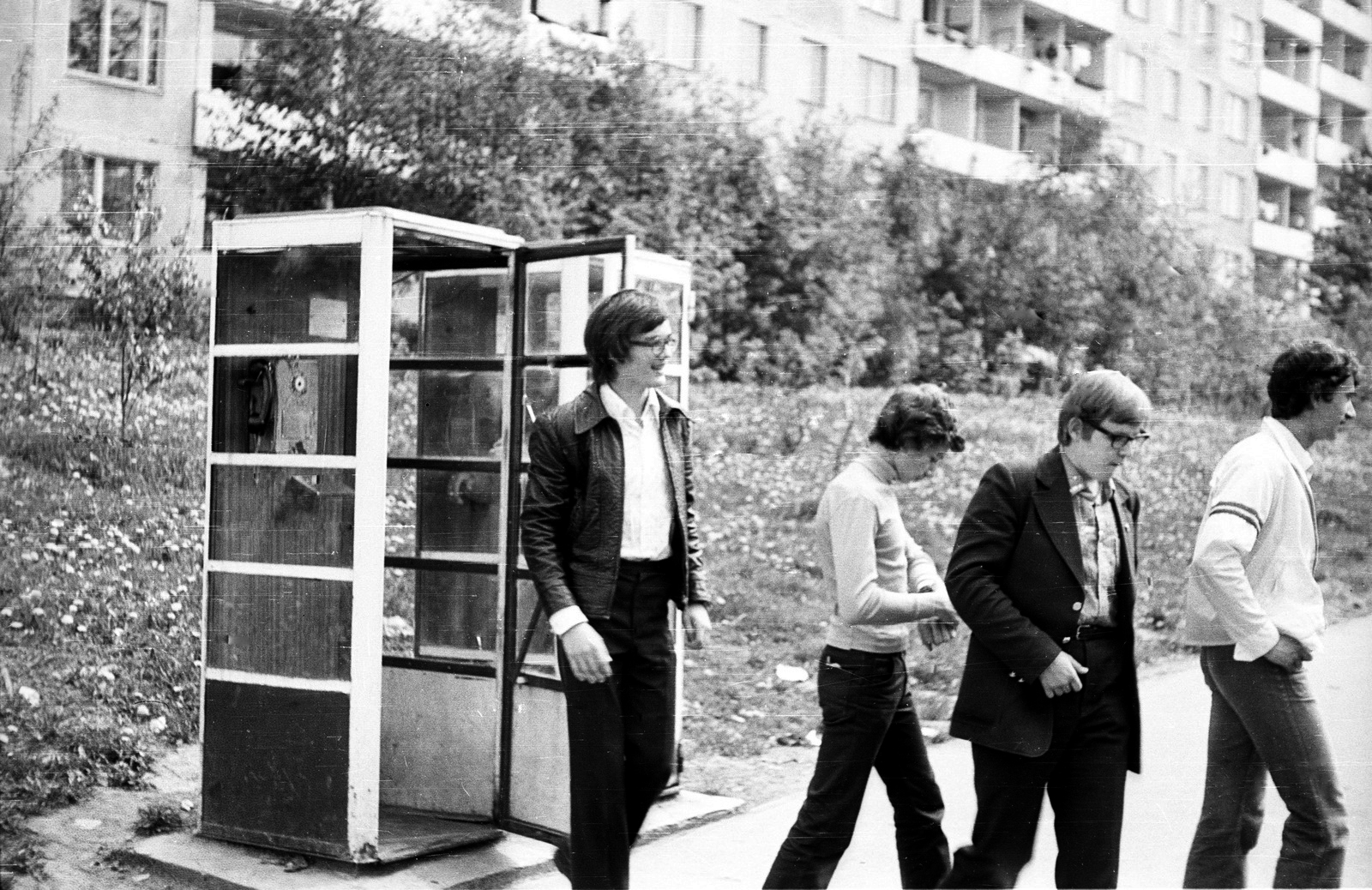
Дом 12 корпус 3, 1981 год

- № 5, корп. 1 — жилой дом. Здесь жили писатель и книговед А. А. Говоров[3], историк Н. Б. Голикова[4].
- № 5А — Международная школа завтрашнего дня.
- № 7А — школа № 851, детский сад № 2028.
- № 9 — универсам «Магнит».
- № 15, корп. 1 — универсам «Магнолия».
- № 19А — школа № 1158, малое здание № 1 (бывш. № 679).
- № 21А — школа № 1158, малое здание № 2 (бывш. № 855).

По чётной стороне:

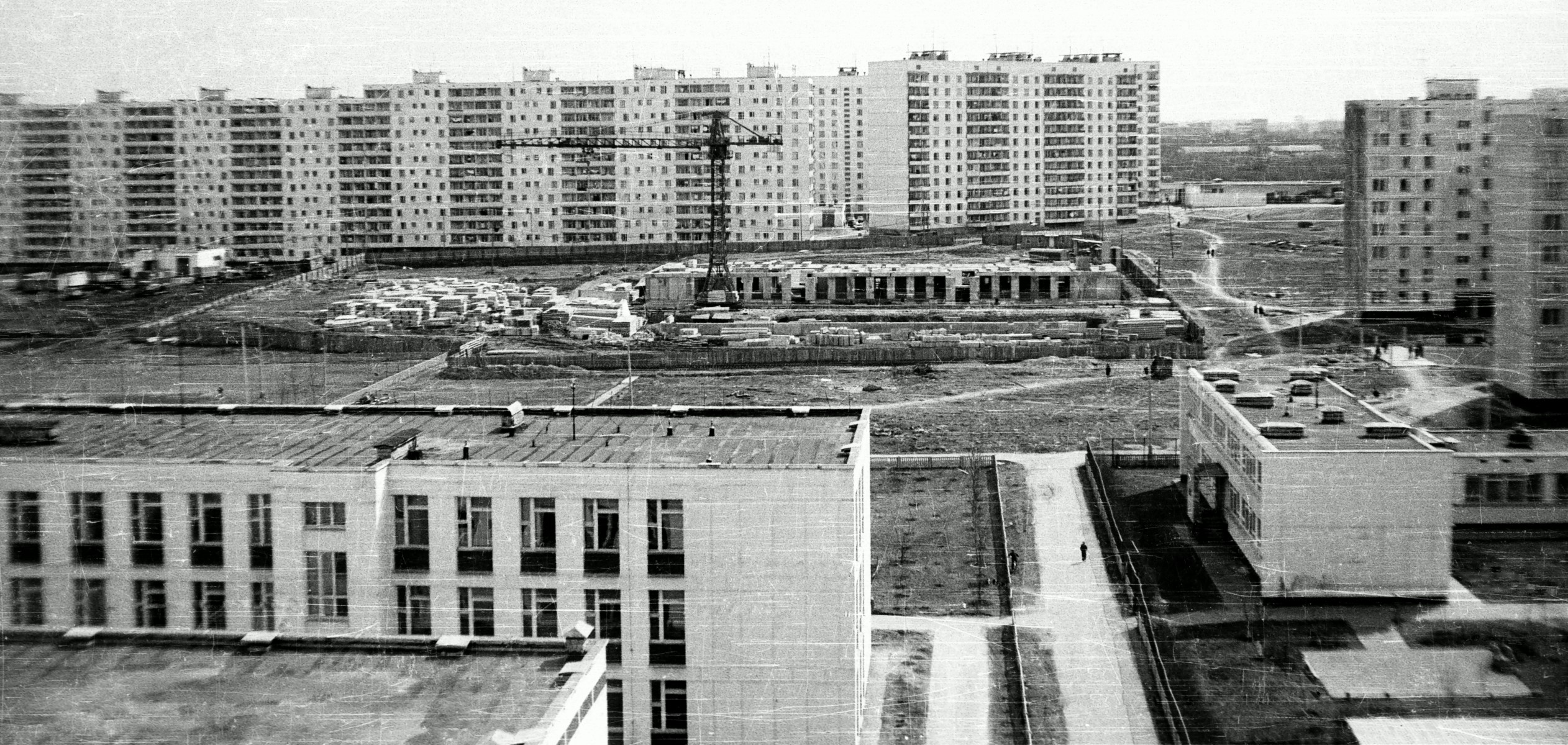
Школа № 856 и строительство дома пионеров, 1976 год

- № 2Б — продуктовый рынок «Московские ярмарки».
- № 6А — центр культуры и спорта.
- № 6Б — центр внешкольной работы «На Cумском» — построен в ноябре 1977 года, бывший Дом пионеров № 1 имени Павла Андреева Советского района города Москвы[5].
- № 8, корп. 3, стр. 1 — спортивный комплекс «Панджшер».
- № 12, корп. 2 — 12-этажный жилой дом. Построен в 1972 году. Здесь жил учёный П. П. Второв[6].
- № 12, корп. 3 — 12-этажный жилой дом. Построен в 1973 году. Здесь жил футболист Юрий Суслопаров[7].
- № 12, корп. 6 — школа № 1179, малое здание № 2 (бывш. № 856).
- № 12А — школа № 1179, дошкольное отделение № 3 (бывш. № 856, дошкольное отделение № 1).
- № 12Б — школа № 1179, дошкольное отделение № 4 (бывш. № 856, дошкольное отделение № 2).
- № 26А — стадион «Арена Чертаново».

## Транспорт
- Станции метро:
  -  Чертановская — в 700 метров от пересечения с Чертановской улицей.
  -  Южная — в 800 метров от конца проезда.
- В восточной части проезда — автобусы № 947, 922; в западной части проезда — электробус № с929.
- Станция Чертаново — в 500 метров от начала проезда.